# Ton Blanker
Ton Blanker (né le 15 septembre 1960 à Amsterdam aux Pays-Bas) est un joueur de football néerlandais, qui évoluait au poste de milieu de terrain.
Il a été marié à Anita Heilker, chanteuse du groupe de musique des Dolly Dots (ils ont une fille appelée Robin).

## Biographie
Le 3 octobre 1979, lors du premier tour de la Coupe des clubs champions européens 1979–80, Blanker inscrit un quadruplé avec le club de l'Ajax lors d'une victoire 8-1 à domicile au Stade olympique d'Amsterdam contre les Finlandais du HJK Helsinki. Par la suite, le 24 octobre, il inscrit un triplé contre le club chypriote de l'Omonia Nicosie, lors des huitièmes de finale de la compétition (score final : 10-0).
En championnat des Pays-Bas, il dispute 96 matchs, inscrivant 21 buts. Il réalise sa meilleure performance lors de la saison 1984-1985, où il inscrit 11 buts avec l'équipe du FC Volendam.

## Palmarès
Ajax
- Championnat des Pays-Bas (1) :
  - Champion : 1979-80.
- Coupe des Pays-Bas (2) :
  - Vainqueur : 1979-80.